# Roger Garaudy
Roger Garaudy (Marsiglia, 17 luglio 1913 – Chennevières-sur-Marne, 13 giugno 2012) è stato uno scrittore, filosofo, attivista e politico francese.

## Biografia
Roger Garaudy nacque a Marsiglia da una famiglia atea di operai e marinai. Si convertì a quattordici anni al protestantesimo e durante gli studi divenne presidente dell'Unione universitaria degli studenti ugonotti. Senza rinunciare alla propria fede, nel 1933 aderì al Partito Comunista Francese (PCF). Tre anni dopo ottenne la laurea in filosofia.
Nel periodo compreso tra le due guerre Garaudy fece parte di quella nutrita schiera di intellettuali francesi (tra gli altri Anatole France, Louis Aragon, Georges Politzer e Paul Nizan) che aderirono al marxismo perché le loro esigenze ideali non venivano soddisfatte dalla cultura borghese astrattamente spiritualista ed esistenzialista.
Sostenitore di Léon Blum e della politica del Fronte Popolare, nel 1939 si arruolò nell'esercito transalpino nel tentativo di fermare l'invasione nazista ma fu catturato dalla polizia del governo di Vichy e rinchiuso fino al 1942 in un campo di concentramento situato a Djelfa, in Algeria; nelle ultime fasi del conflitto strinse amicizia con l'Abbé Pierre.
A guerra ultimata divenne membro del comitato centrale del PCF (1945) e fu eletto deputato in rappresentanza dapprima del dipartimento di Tarn (1945-1951) e poi della Senna (1956-1958); infine, fu eletto senatore a Parigi e mantenne l'incarico dal 1959 al 1962.
Nel 1960 diventò direttore del Centre d'études et de recherches marxistes (CERM), fu per anni il "filosofo ufficiale" del PCF. Dopo aver pubblicato l'opera La Liberté à l'université de Moscou, sous Staline (La libertà nell'università di Mosca, sotto Stalin) fu molto critico nei confronti dell'URSS e venne successivamente espulso dal PCF nel 1970 per deviazionismo di destra.
Dopo aver abbracciato la fede cattolica, nel 1980 si convertì all'Islam e adottò il nome di Ragaa. È autore di circa cinquanta libri, quasi tutti incentrati su grandi figure storiche inerenti al comunismo e alla religione.
Con la tesi Théorie matérialiste de la connaissance (Teoria materialista della conoscenza) ottenne il dottorato in filosofia alla Sorbona nel 1953; ha insegnato presso l'Università di Clermont-Ferrand (da dove secondo la testimonianza di Didier Eribon si dimise a seguito di un litigio con Michel Foucault) e poi presso l'Università di Poitiers.
Ha vissuto a Cordova, dove ha creato una Fondazione, che porta il suo nome, dedita agli studi storici medievali e islamici. Nel 2002 ha ricevuto in Libia il Premio Gheddafi per i diritti umani.
È morto il 13 giugno 2012 a Chennevières-sur-Marne, nei pressi di Parigi, all'età di 98 anni.

## Opere e pensiero[2]
Se prima del XX congresso del PCUS (1956) Garaudy si poteva definire un marxista ortodosso, col passare degli anni sviluppò una linea di pensiero assolutamente originale e personale.
Anche negli anni Sessanta egli continuò a maturare profonde ricerche sulla storia del marxismo novecentesco: ne sono esempi Dieu est mort: étude sur Hegel (Dio è morto: studio su Hegel, 1962), Karl Marx (1965) e Lénine (Lenin, 1968). Nell'opera De l'anathème au dialogue (Dall'anatema al dialogo, 1965) egli riflette sui cambiamenti dei rapporti tra comunisti e cattolici attraverso l'analisi del Concilio Vaticano II: per farlo, studia Antonio Gramsci e soprattutto Palmiro Togliatti, di cui apprezza il famoso "discorso di Bergamo" con cui egli mirò al dialogo tra laici e religiosi.
Garaudy elabora il pensiero marxista all'interno di una contrapposizione fra due interpretazioni: quella umanistica e quella strutturalistica. Egli ritiene che il nucleo essenziale del marxismo consista in un nuovo materialismo di matrice fichtiana, legato quindi al concetto di autoproduzione dell'uomo sintetizzato dalla frase "L'uomo è in quanto agisce".
Il marxismo diviene essenzialmente una metodologia dell'iniziativa storica, idonea, in quanto scienza che concerne i mezzi, a soddisfare tanto l'istanza esistenzialistica della soggettività quanto l'istanza religiosa della trascendenza. Secondo Garaudy il pensiero di Marx non inconciliabile con quello religioso, perché a suo dire il filosofo tedesco parla di religione come "riflesso di miseria reale" enuncia pure che essa è "una protesta contro la miseria stessa".
Dopo la sua conversione all'Islam la sua opera diviene una "sponsorizzazione" e una riflessione sulla religione maomettana: Promesses de l'islam (Promesse dell'Islam, 1981) a Pour un islam du XX siècle (Per un'Islam del XX secolo, 1985), Palestine, terre des messages divins (Palestina, terra dei messaggi divini, 1986) e Où allons-nous? (Dove stiamo andando?, 1990) ne sono emblematici esempi.

### Il negazionismo dell'Olocausto
Dopo un'ulteriore radicalizzazione dopo la guerra del Golfo, che definì «una guerra coloniale», nel dicembre 1995 Garaudy pubblicò I miti fondatori della politica israeliana. A causa di quest'opera negazionista fu accusato di aver dato luogo a una campagna di diffamazione e di incitamento all'odio razziale. Il libro si compone di tre capitoli principali: "I miti teologici", "I miti del XX secolo" e "Uso politico del mito".
Sostiene l'esistenza di un complotto sionista, che avrebbe inventato l'Olocausto per giustificare l'espansionismo israeliano: citando frequentemente David Irving, Garaudy nega così il genocidio commesso dai nazisti contro i giudei e respinge gli argomenti che gli storici hanno riconosciuto per decenni. A suo dire Hitler non avrebbe ordinato lo sterminio: la parola "sterminio" sarebbe una falsa traduzione quando in realtà si sarebbe dovuto utilizzare il termine "espulsione".
Sempre secondo lo studioso francese, riprendendo i classici argomenti negazionisti di saggisti come Robert Faurisson, gli ebrei sono stati decimati dal tifo e i forni crematori erano utilizzati per bruciare i cadaveri delle vittime della malattia. Affermò che le camere a gas non sarebbero mai esistite e che la loro scoperta derivi da "confessioni" ottenute da soldati tedeschi costretti dalle torture. Inoltre egli puntò il dito contro i crimini di guerra statunitensi (che sarebbero peggiori di quelli nazisti) e contro il sionismo, posto sullo stesso livello del nazismo.
A causa di queste tesi, contrarie alla legge sul negazionismo approvata in Francia nel 1990, subì cinque procedimenti penali che si conclusero il 16 dicembre 1998 con una condanna a 6 mesi di carcere e a numerose ammende. Nel processo fu difeso dal celebre avvocato Jacques Vergès. La sentenza venne confermata dalla cassazione parigina il 12 settembre 2000; Garaudy non demorse e fece ricorso alla Corte europea dei diritti dell'uomo di Strasburgo, adducendo di aver agito in nome della libertà d'espressione, ma la Corte respinse la sua richiesta.

## Opere
- Le communisme et la renaissance de la culture française (1945)
- Les sources françaises du socialisme scientifique (1948)
- Le manifieste du parti communiste: révolution dans l'histoire de la pensée socialiste (1952)
- Théorie matérialiste de la connaissance (1953)
- Mesaventures de l'anti- marxisme. Les malheurs de M. Ponty (1956)
- Humanisme marxiste (1957)
- Questions à Jean-Paul Sartre, précédées d'une lettre ouverte (1960)
- Dieu est mort, PUF, Parigi (1962)
- Qu'est-ce que la morale marxiste? (1963)
- Karl Marx, Seghers, Paris (1965)
- Marxisme du XXe secle, La Palatine, Paris-Genève, 1966
- Le Problème chinois (1967)
- Lénine, PUF, Paris (1968)
- Pour un réalisme du XXe siècle. Etude sur Fernand Léger (1968)
- Pour un modèle Français du Socialisme (1968)
- Le Grand tournant du socialisme, Gallimard, Paris (1969)
- Marxistes et chrétiens face à face, en collaboration avec Q. Lauer, Arthaud, Paris, 1969
- Toute la vérité (1970)
- Reconquête de l'espoir, Grasset, Parigi (1971)
- L'Alternative, Robert Laffont, Parigi, 1972
- Dancer sa vie, Éditions du Seuil, Parigi 1973
- Parole d'homme (1975)
- Le projet espérance, Robert Laffont, Paris, 1976
- Pour un dialogue des civilisations Denoël (1977)
- Appel aux vivants, Éditions du Seuil, Parigi (1979)
- L'Affaire Israël (1980 environ)
- Appel aux vivants (1980)
- Promesse d'Islam (1981)
- Pour l'avènement de la femme, Albin Michel, Parigi (1981)
- Biographie du XXe siècle, Tougui, Parigi, 1985
- Les Fossoyeurs. Un nouvel appel aux vivants, L'Archipel, Parigi, 1992
- Mon tour du siècle en solitaire, mémoires, Robert Laffont, Parigi (1989)
- Intégrismes (1990)
- Les Orateurs de la Révolution française (1991)
- À Contre - Nuit (1992)
- Avons-nous besoin de Dieu ?, introduction de l'abbé Pierre, Desclée de Brouwer, Parigi (1993)
- Souviens-toi: brève histoire de l'Union soviétique, Le Temps des cerises, Pantin (1994)
- Vers une guerre de religion ? Débat du siècle, Desclée de Brouwer, Parigi (1995)
- L'Islam et l'intégrisme, Le Temps des cerises, Pantin (1996)
- Les Mythes fondateurs de la politique israélienne, Librairie du savoir, Parigi (1996)
- Grandeur et décadences de l'Islam, Alphabeta & chama, Paris (1996)
- Mes témoins, Editions A Contre-Nuit, Parigi, 1997
- Les Etats-Unis avant-garde de la décadence, Editions Vent du Large, Parigi, 1997
- Le Procès de la liberté, en collaboration avec J. Vergès, Vent du large, Parigi, 1998
- L'Avenir, mode d'emploi, Vent du large, Parigi, 1998
- L'Islam en Occident, Cordoue capitale de l'esprit, L'Harmattan, Paris (2000)
- Le Terrorisme occidental, Al-Qalam, Lussemburgo (2004)